# Edward Ałaszewski
Edward Ałaszewski (ur. 29 czerwca 1908 w Łodzi, zm. 11 grudnia 1983 w Warszawie) – polski sportowiec i artysta grafik.

## Życiorys
Był sportowcem wszechstronnym, mistrzem Polski w siatkówce i koszykówce. Grał i działał w dwóch klubach - ŁKS-ie Łódź i Polonii Warszawa. Jako utalentowany grafik stworzył wiele karykatur osób związanych ze sportem – trenerów i zawodników. W tej dziedzinie zadebiutował w 1935 roku w czasopiśmie "Przegląd Sportowy". W roku 1950 rozpoczął współpracę z wieloma innymi pismami – "Sport", "Trybuna Ludu", "Magazyn Polski".
Za swoje rysunki zdobył wiele nagród, m.in. w 1975 roku złoty i srebrny medal na międzynarodowej wystawie rysunków satyrycznych w Ankonie. Wydał kilka albumów, ilustrował też książki o tematyce sportowej (m.in. Piłkarskie asy).
W 1998 roku jego prace zostały zaprezentowane wraz z dziełami innych grafików na wystawie Panorama Karykatury Polskiej 1945–1998.
Był bratem Mieczysława Ałaszewskiego, który podobnie jak on grał w ŁKS-ie i Polonii.